# Gilera B300
La B300 è un motociclo prodotto dalla Gilera, in vari allestimenti, dal 1953 al 1969.

## Il contesto
Prima bicilindrica stradale della Casa di Arcore, la B300 rimpiazzava la Nettuno, una 250 cm³ nata nel 1946, dimostratasi di scarso successo. Il suo motore derivava dall'unione di due cilindri della 150 del 1952, rispetto alla quale vi erano alcune modifiche di carattere meccanico. Al modello originario, si affiancheranno, nel 1957, la più potente "Extra" e la "Export", con cilindrata ridotta a 250 cm³, destinata quasi esclusivamente all'esportazione. Nel 1963 il modello verrà complessivamente rivisto e, l'anno successivo, la gamma fu completata con la versione "America".
Nelle intenzioni di Giuseppe Gilera, il quale tracciò personalmente le caratteristiche ed i limiti progettuali della nuova moto, la "B300" si prefiggeva di contrastare la concorrenza delle bicilindriche 250 cm³ realizzate da Parilla, Benelli e MotoBi, però proponendo una moto meno sportiva e più adatta all'utilizzo turistico e lavorativo, con un prezzo particolarmente contenuto. Fu posta in vendita alla modica cifra di 318.000 Lire, potendo così competere commercialmente anche con la monocilindrica Moto Guzzi Airone che, in quegli anni, dominava il mercato italiano delle quarto di litro.
Il motore venne approntato all'insegna dell'economia e della semplicità, riutilizzando il più possibile componenti già in produzione ed evitando raffinatezze tecniche destinate a far lievitare i costi. La scelta di fondo fu quella di accoppiare due motori a quattro tempi, del tipo progettato nel 1948 da Piero Remor, poco prima del suo clamoroso divorzio con la Gilera.
Ne risultò un veicolo fragile, il cui propulsore mostrava numerose pecche funzionali, piccole e grandi, a cominciare dai vari trafilaggi e difficoltà di carburazione, per finire con i problemi di raffreddamento e la congenita debolezza di banco.
L'immediato successo di vendite, molte delle quali dovute a forniture pubbliche per le polizie municipali, si rivelò un vero boomerang economico per la Gilera, a causa del costante ritorno in fabbrica di esemplari per sostituzioni e riparazioni in garanzia, talmente numerose da disturbare il normale andamento della produzione di serie. Ciò costrinse Gilera a riprogettare in rapidità il motore, cosa che risolse buona parte dei problemi che affliggevano le prime serie.
Nonostante i difetti, dato il prezzo conveniente, la "B300" ebbe una buona diffusione e rimase in listino per oltre 15 anni.

## Aneddoti
Durante la presentazione al Salone del ciclo e motociclo di Milano, la povertà costruttiva e di allestimento della "B300" venne notata anche da Carlo Guzzi che, rivolgendosi all'amico Giuseppe Gilera, con la solita ironia, disse: «Brao Pepin; de men de inscì te pudevet minga metegh denter» (Bravo Giuseppe, meno di così non potevi metterci dentro).